# August 1914
Portal Geschichte | Portal Biografien | Aktuelle Ereignisse | Jahreskalender | Tagesartikel

◄ |
19. Jahrhundert |
20. Jahrhundert
| 21. Jahrhundert

◄ |
1880er |
1890er |
1900er |
1910er
| 1920er | 1930er | 1940er | ►

◄ |
1910 |
1911 |
1912 |
1913 |
1914
| 1915 | 1916 | 1917 | 1918 | ►

◄ |
Mai 1914 |
Juni 1914 |
Juli 1914 |
August 1914 |
September 1914 |
Oktober 1914 |
November 1914 |
►
Dieser Artikel behandelt tagesbezogene Nachrichten und Ereignisse im August 1914.

## Tagesgeschehen

### Samstag, 1. August
- Deutsches Kaiserreich: Nachdem der Forderung nach Rücknahme der russischen Mobilmachung nicht nachgekommen worden war, gibt Wilhelm II. um 17 Uhr den Mobilmachungsbefehl[1] und erklärt kurz darauf dem Russischen Kaiserreich den Krieg.
- Frankreich: Um 15:55 Uhr erklärt Frankreich die Generalmobilmachung.

### Sonntag, 2. August

Die deutsche Angriffsplanung nach dem Schlieffen-Plan aus dem Jahr 1905

Pressemeldung

Ein schienengebundenes 42-cm-Bettungsgeschütz von Krupp („Dicke Bertha“) wird am 7. August 1914 bei Lüttich feuerbereit gemacht

- Luxemburg: Die Stadt wird gemäß dem Schlieffen-Plan am Vormittag vom Deutschen Heer besetzt.
- Deutsches Kaiserreich/Frankreich: In den beiden Ländern ist der erste Mobilmachungstag. Nach den Planungen des Schlieffen-Plans marschieren sieben der acht deutschen Armeen im Westen auf (davon zwei Armeen defensiv, fünf im offensiven Schwenkungsflügel). Ihnen stehen zunächst fünf französische Armeen gegenüber.
- Deutsches Kaiserreich/Belgien: Um 20 Uhr wird Belgien in einem Ultimatum aufgefordert, innerhalb von zwölf Stunden eine Erklärung des Inhalts abzugeben, dass sich die belgische Armee gegenüber einem Durchmarsch deutscher Truppen passiv verhalten werde, was am Morgen darauf, am 3. August, abgelehnt wird.
- Deutsches Kaiserreich/Osmanisches Reich: Die beiden Länder schließen ein geheimes Bündnis. Die Osmanen hoffen auf eine Verwirklichung ihrer Expansionsziele, die auf den Kaukasus und Mittelasien gerichtet waren.
- Deutsches Kaiserreich: Unter Berufung auf militärische Quellen melden mehrere Extrablätter, französische Flugzeuge hätten Bomben auf Nürnberg abgeworfen, ohne dass zuvor eine französische Kriegserklärung erfolgt sei. Die Meldung erweist sich später als Zeitungsente; sie wird in der am Tag darauf erfolgten Kriegserklärung an Frankreich erwähnt.
- Vereinigtes Königreich: In zwei Sitzungen beschließt das britische Kabinett unter Premierminister Asquith, dass die Royal Navy die französische Küste im Falle eines deutschen Angriffs schützt (Sitzung von 11 bis 14 Uhr) und dass im Falle einer Verletzung der belgischen Neutralität interveniert wird (Sitzung von 18:30 bis 20 Uhr).

### Donnerstag, 20. August
- Rom: Papst Pius X. stirbt
- Brüssel: Deutsche Truppen besetzen die belgische Hauptstadt.[3]

### Sonntag, 23. August
- Marienburg, Westpreußen: Paul von Hindenburg und Erich Ludendorff treffen als neuer Oberbefehlshaber und Chef des Stabes der 8. Armee an der Ostfront ein.[4]